# 倫敦盆地

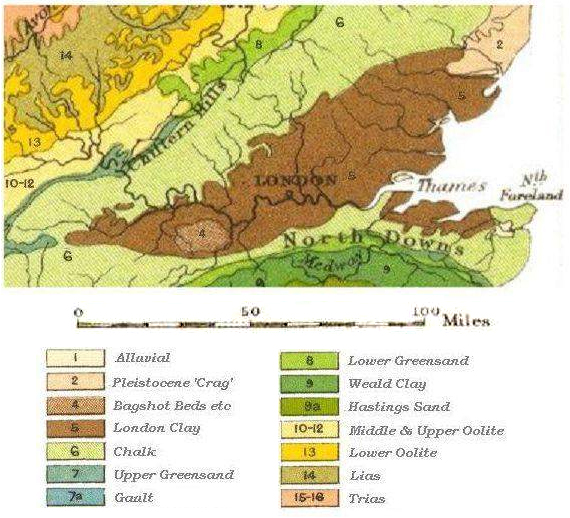
倫敦盆地的地理位置

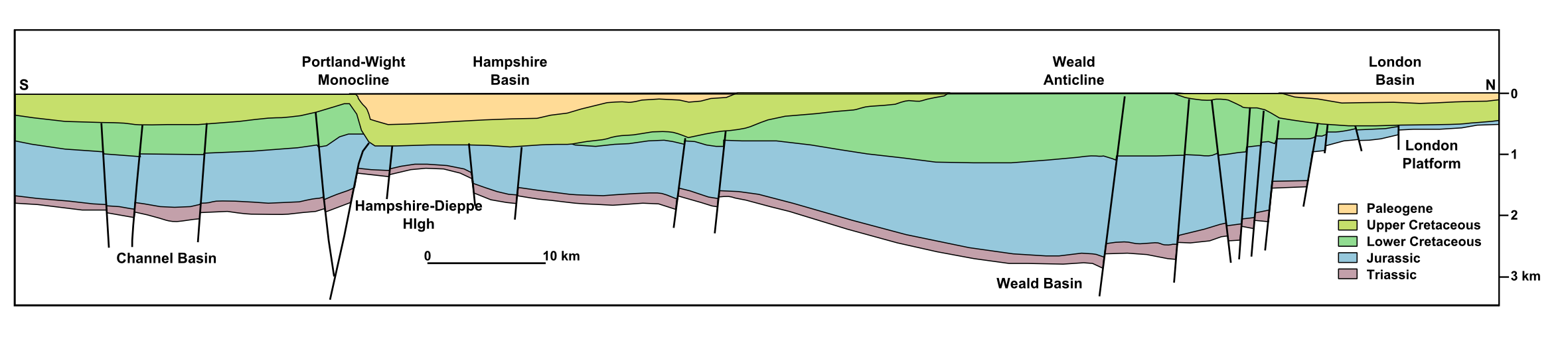
倫敦盆地東西向的橫截面

倫敦盆地（London Basin）是以英國倫敦為中心的一個狹長、三角形的沉積盆地，富含伦敦黏土，除去大倫敦外，它還包括了東安格利亞東南部和英格蘭東南英格蘭的部分地區，最東端緊鄰北海。它形成于4000至6000万年前古近紀的阿尔卑斯造山运动時期。倫敦盆地主要由泰晤士河灌溉，但其面積並不完全重疊。 位于盆地中的大倫敦都會區有近1000万居民。